# Fundacja Polskich Kolei Wąskotorowych
Fundacja Polskich Kolei Wąskotorowych (FPKW) – powstała w 1999 roku funkcjonuje jako organizacja pożytku publicznego. Jej celem statutowym jest ochrona zabytków kolejnictwa wąskotorowego. Działania skierowane są z jednej strony na zabezpieczanie historycznego taboru wąskotorowego i chronienie go przed zniszczeniem, z drugiej na współpracę z PKP oraz samorządami lokalnymi w celu utrzymania działania lub przywracania do ruchu wąskotorowych linii kolejowych. Fundacja jest także zarządcą infrastruktury kolejowej i przewoźnikiem kolejowym na liniach wąskotorowych będących pod jej opieką.

## Działalność fundacji
W latach 1999–2001 działania Fundacji skupiły się na zakupach zagrożonego likwidacją taboru wąskotorowego na tor o prześwicie 600 i 750 mm. W zbiorach organizacji znajduje się obecnie kilkadziesiąt wagonów pasażerskich i towarowych, pługi odśnieżne, kilka lokomotyw spalinowych i wagonów motorowych, dwa parowozy Px48, oraz parowóz Orenstein&Koppel 7900
Obecnie Fundacja prowadzi muzealną Kolej Wąskotorową Rogów – Rawa – Biała, będącą pierwszą polską inicjatywą mającą na celu prowadzenie i rewitalizację linii kolejowej z zachowaniem historycznych uwarunkowań. Większość prac prowadzonych przez FPKW jest wykonywana przez wolontariuszy.
W 2003 roku FPKW reaktywowała, a do 2007 roku zarządzała Starachowicką Koleją Wąskotorową, a także prowadziła w latach 2002-2009 odbudowę Kolei Leśnej w Pionkach. Obecnie pierwsza z inicjatyw jest kontynuowana, natomiast działalność w Pionkach ostatecznie, mimo włożonego dużego nakładu pracy zakończyła się niepowodzeniem.
W latach 1999–2009 prezesem FPKW był aktor Paweł Szwed, który z początkiem 2010 roku ustąpił z tego stanowiska.

## Skład Zarządu FPKW
- Prezes Zarządu: Adam Wawrzyniak
- Członek Zarządu: Michał Zajfert
- Członek Zarządu: Grzegorz Fidler